# Drîhliv, Ciudniv
Drîhliv (în ucraineană Дриглів) este localitatea de reședință a comunei Drîhliv din raionul Ciudniv, regiunea Jîtomîr, Ucraina.

## Demografie
Componența lingvistică a localității Drîhliv
     Ucraineană (99,5%)
     Alte limbi (0,5%)
Conform recensământului din 2001, majoritatea populației localității Drîhliv era vorbitoare de ucraineană (99,5%), existând în minoritate și vorbitori de alte limbi.